# Céphale fils d'Hermès
Pour les articles homonymes, voir Céphale.
Dans la mythologie grecque, Céphale (en grec ancien Κέφαλος / Képhalos) est le fils d'Hermès, soit par Hersé soit par Créuse.
D'après le pseudo-Apollodore, il est l'amant d'Éos (l'Aurore), qui l'enlève en Syrie et à qui il donne Tithon, le père de Phaéton. Cependant Hésiode en fait le père direct de Phaéton (conçu avec Éos), tandis que Pausanias, citant Hésiode, fait de Phaéton le fils de Céphale et d'Héméra. Céphale est également le demi-frère de Maïa.